# Le Mayet-de-Montagne
Le Mayet-de-Montagne är en kommun i departementet Allier i regionen Auvergne-Rhône-Alpes i de centrala delarna av Frankrike. Kommunen ligger  i kantonen Le Mayet-de-Montagne som ligger i arrondissementet Vichy. År 2022 hade Le Mayet-de-Montagne 1 388 invånare.

## Befolkningsutveckling
Antalet invånare i kommunen Le Mayet-de-Montagne
Referens: INSEE